# Roshon Fegan
Roshon Fegan (ur. 6 października 1991 w Los Angeles) – amerykański aktor, tancerz, piosenkarz, raper i muzyk.
Występował w roli Sandera Loyera z filmu Camp Rock oraz Ty Blue z serialu młodzieżowego Disney Channel Taniec rządzi.

## Wczesne życie
Jego matką jest Filipinka Cion Fegan, a ojcem Afroamerykanin aktor Roy Fegan.

## Kariera
Roshon rozpoczął swoją karierę aktorską w wieku 12 lat niewielką rolą w filmie fabularnym Spider-Man 2. Rozgłos zyskał rolą Sandera Loyera w filmie Camp Rock. W 2010 roku w serialu młodzieżowym Taniec rządzi, zagrał główną rolę starszego brata Rocky (Zendaya Coleman) – Ty’a Blue.

## Życie osobiste
Roshon jest także producentem muzycznym. Ma kanał YouTube, na którym posiada filmy z aktorem Cody Linley. Kanał nazywa się The Ro and Co Show. Jest również perkusistą od wieku dwóch lat. Uczy się również grać na pianinie i na gitarze. Wydał kilka singli na iTunes i kończy swój pierwszy album własnej produkcji pod własną wytwórnią „3inaRo Entertainment”. Nazwa „3inaRo” (wymawiane „fri-in-a-row” oznacza trzy naraz) jest odniesieniem do trzech zawodów aktora; aktorstwo, taniec i muzykę.

## Filmografia
- 2014: Nadzdolni
- 2011: Z kopyta jako Dan „Smooth” Brennan
- 2010–2013: Taniec rządzi jako Ty Blue
- 2010: Camp Rock 2: Wielki finał jako Sander Loyer
- 2008: Baby jako młody Robbie
- 2008: Camp Rock jako Sander Loyer
- 2008: Drillbit Taylor: Ochroniarz amator jako drugi dzieciak
- 2006: Detektyw Monk jako trzeci chłopiec
- 2004: Spider-Man 2 jako niesamowity dzieciak